# Stella Dizzy
Stella Dizzy, pseudonimo di Maristella Ida Di Cunzolo (Torino, 24 novembre 1940), è una cantante italiana.

## Biografia
Figlia d'arte, il padre è il noto saxofonista Mario Di Cunzolo, solista delle orchestre di Cinico Angelini, Pippo Barzizza e Armando Trovajoli; vive a Torino fino al 1957, completando gli studi artistici, e si trasferisce poi a Milano per intraprendere la carriera di indossatrice.
Viene notata per la sua bellezza e chiamata nel 1958 a ricoprire il ruolo di "suocerina" nel programma Un due tre, con Ugo Tognazzi e Raimondo Vianello; ma avendo la passione della musica (ha studiato anche chitarra classica), intraprende la carriera di cantante, ottenendo un contratto discografico con l'RCA Camden e partecipando al Rally della canzone.
In televisione è ospite per dieci puntate di Canzoni alla finestra; incide poi un album con altri artisti, in cui reinterpreta alcune canzoni del Festival di Napoli 1959, e un brano scritto per lei da Bruno Canfora e Walter Chiari, Luna timida.
Sempre nel 1959 partecipa con Soltanto una canzone  al Festival della Canzone "Città di Roma", al Festival di Velletri e al Festival di Pesaro, mentre con Grazie settembre partecipa nell'aprile del 1960 alla Sei giorni della canzone. Nel 1961 è al Festival della Canzone Italiana di Vibo Valentia, dove si classifica seconda con Ti penso sempre.
Passa poi alla Fonit Cetra e nel 1962 partecipa al Gran Festival di Piedigrotta con il motivo L'ultimo sole d'estate, abbinata ad Enzo Del Forno, e con Luna luna luna, brano dalle atmosfere jazz, abbinata a Gianna Maffei. Con la stessa etichetta continua l'attività nel corso del decennio, effettuando anche tournée all'estero, soprattutto in Canada e in Medio Oriente, finché decide di ritirarsi a vita privata.

## Discografia parziale

### Album
- 1959: I successi del juke-box vol. 1 (RCA Camden,LCP 10; con Tony Del Monaco ed altri artisti; Stella Dizzy interpreta da sola Amorevole e con Del Monaco Arrivederci e Nuvola per due)
- 1959: Napoli '59. Le 20 canzoni del festival (RCA Italiana, LPM 10060; con Nilla Pizzi, Elio Mauro, Teddy Reno e Miranda Martino)

### Singoli
- 1959: Passiuncella/'mbraccio a te (RCA Italiana, N 0848)
- 1959: Scoubidoubidou/Non sei bellissima (RCA Camden, CP 4; solo lato A, in coppia con Tony Del Monaco)
- 1959: Sono timida/Luna timida (RCA Camden, CP 24)
- 1960: Grazie settembre/Il mio giorno (RCA Camden, CP 88)
- 1962: Una sera un po' così/Gin, estate e fumo (Fonit, SP 31053)
- 1962: Cara de payaso/Non ridere (Fonit, SP 31054)
- 1962: Luna, luna, luna/L'ultimo sole d'estate (Fonit, SP 31110)
- 1964: Sabato il sole/Non fa nulla (Fonit, SP 31151)